# Günter M. Ziegler

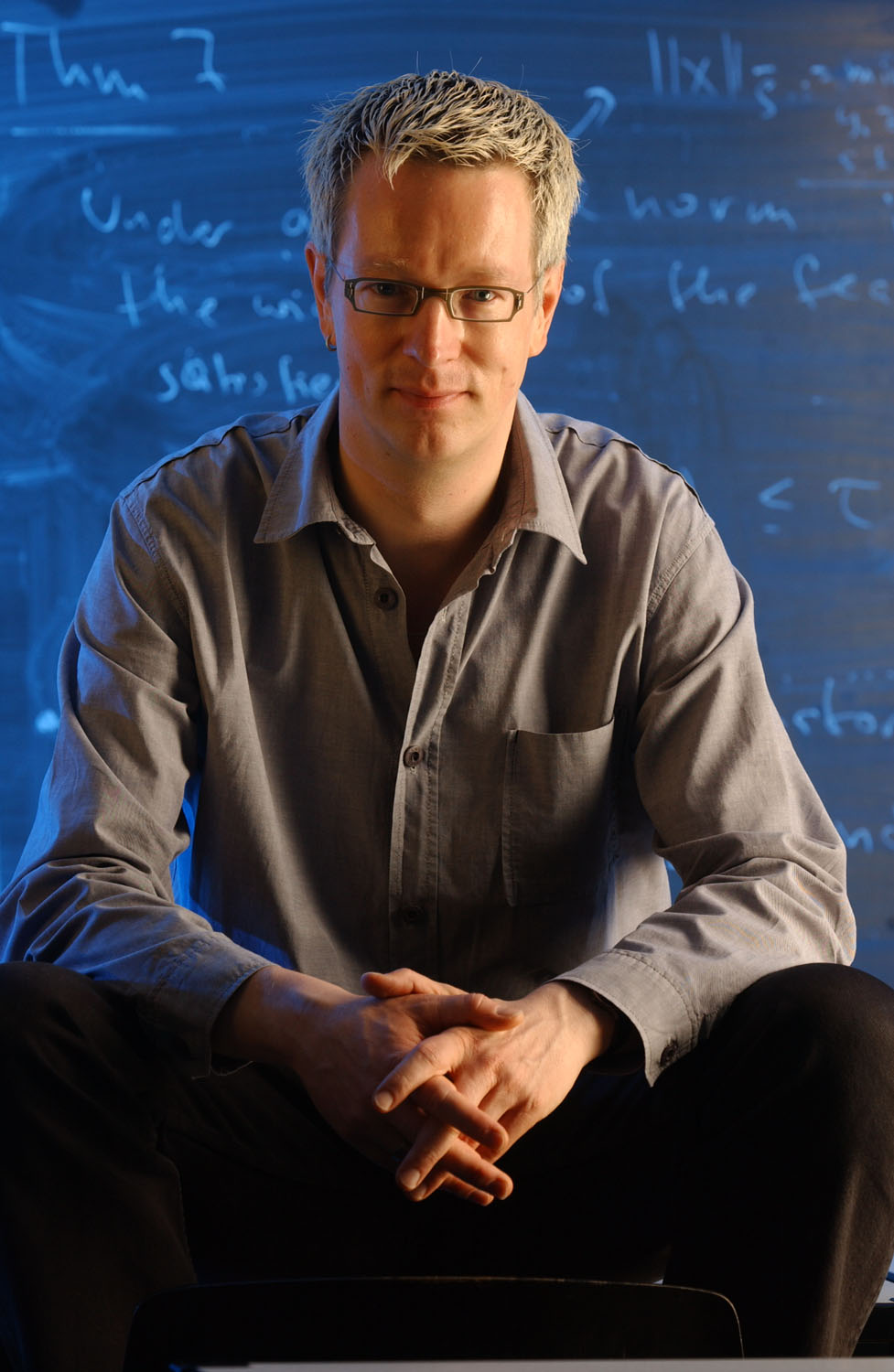
Günter Matias Ziegler 2006, bởi Sandro Most.

Günter M. Ziegler (sinh 19 tháng 5 năm 1963, ở Munich) là một nhà toán học Đức. Ziegler được biết đến nhờ công trình nghiên cứu trong lĩnh vực toán rời rạc và hình học, đặc biệt là combinatorics of polytopes.

## Tiểu sử
Ziegler theo học trường Đại học Ludwig Maximilian, Munich từ năm 1981 đến 1984, và nhận chức danh tiến sĩ từ Viện công nghệ Massachusetts ở Cambridge, Massachusetts vào năm 1987, dưới sự bảo trợ của Anders Björner. Sau khi postdoctorates tại Đại học Augsburg và Viện Mittag-Leffler, Ziegler nhận habilitation năm 1992 từ trường Đại học kỹ thuật Berlin nơi Ziegler tham gia với tư cách giáo sư vào năm 1995.

## Giải thưởng và vinh danh
Ziegler được trao giải thưởng Gerhard Hess trị giá một triệu Mác Đức bởi Deutsche Forschungsgemeinschaft (DFG) vào năm 1994 và
1.5 triệu mác Đức từ giải Gottfried Wilhelm Leibniz, giải thưởng nghiên cứu khoa học danh giá nhất nước Đức do DFG trao vào năm 2001. Năm 2006 Hiệp hội toán học Hoa Kỳ trao tặng Ziegler và Florian Pfender để công nhận đóng góp của hai người bằng giải Chauvenet, cho đề tài kissing number.
Năm 2006 Ziegler trở thành chủ tịch nhiệm kỳ 2 năm của Hội toán học Đức.

## Các xuất bản chọn lọc
- Proofs from THE BOOK, Springer, Berlin, 1998, ISBN 3-540-63698-6
  - Aigner, Martin; Ziegler, Günter (2003). Proofs from THE BOOK. Berlin; New York: Springer. ISBN 3-540-40460-0.{{Chú thích sách}}:  Quản lý CS1: nhiều tên: danh sách tác giả (liên kết)
- Ziegler, Günter M. (1995), Lectures on Polytopes, Graduate Texts in Mathematics, quyển 152, Berlin, New York: Springer-Verlag.
- Tác phẩm bởi và về Günter M. Ziegler trong thư mục catalogue của Thư viện quốc gia Đức